# Guan Daosheng (cràter)
Guan Daosheng és un cràter d'impacte en el planeta Venus de 43,6 km de diàmetre. Porta el nom de Guan Daosheng (1262-1319), poetessa, cal·lígrafa i pintora xinesa, i el seu nom va ser aprovat per la Unió Astronòmica Internacional el 1994.